# Döllschütz
Döllschütz ist ein Ortsteil (mit eigener Gemarkung) der Gemeinde Rauschwitz im Saale-Holzland-Kreis in Thüringen.

## Geografie
Zwischen Tautenburger Forst und den bewaldeten Anhöhen bei Törpla liegt ein großes Ackerbaugebiet, das einst Mönche mit Bauern und Sorben urbar machten. In einer kleinen Erosionsrinne liegen die Weiler Pretschwitz, Döllschütz und Aubitz, die aus damaligen ökonomischen Gründen verstreut angelegt worden sind. Heute sind sie verkehrsmäßig durch andere Technologien und Wegeverhältnisse gut angeschlossen. Die A 9 mit Anschluss bei Eisenberg führt unmittelbar vorbei. Die B 7 streift die Gemarkung des Weilers südlich. Die Landesstraße 1070 führt westlich durch die Gemarkung von Pretschwitz. Im Süden des Ortes hat der Wethau-Bach seinen Lauf, der weiter unterhalb der Ortschaft Wethau seinen Namen gab und zwischen Schellsitz und Schönburg in die Saale mündet.

## Geschichte
1145 wurde der Weiler erstmals urkundlich genannt. Döllschütz gehörte zum wettinischen Kreisamt Eisenberg, welches aufgrund mehrerer Teilungen im Lauf seines Bestehens unter der Hoheit verschiedener Ernestinischer Herzogtümer stand. 1826 kam der Ort mit dem Südteil des Kreisamts Eisenberg und der Stadt Eisenberg vom Herzogtum Sachsen-Gotha-Altenburg zum Herzogtum Sachsen-Altenburg. Ab 1920 gehörte er zum Freistaat Thüringen.
Die landwirtschaftlichen Betriebe gingen auch den ostdeutschen Weg der Genossenschaften und nach der deutschen Wiedervereinigung fanden sie neue Formen der Arbeit auf dem Lande, was sich auch hier bestätigt.
Eine Milchviehanlage gibt es nach wie vor, die aber jetzt der Agrarvereinigung Rauschwitz angehört. Außerdem siedelte sich eine Solardächerfirma mit Sitz im Weiler an. Die Windkraftanlage Rauschwitz-Döllschütz ist auch ein Merkmal der neuen Zeit.

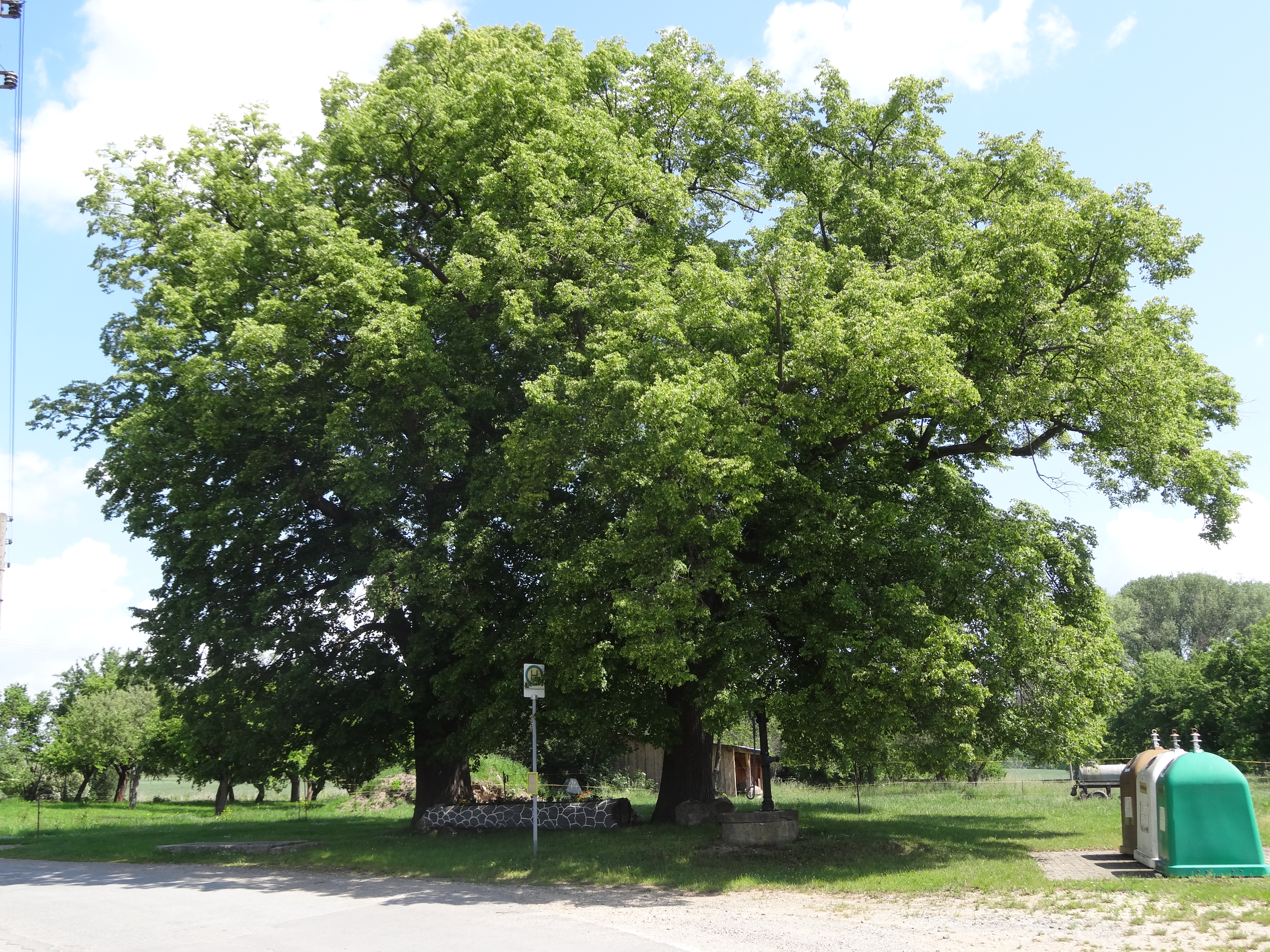
Im Ort
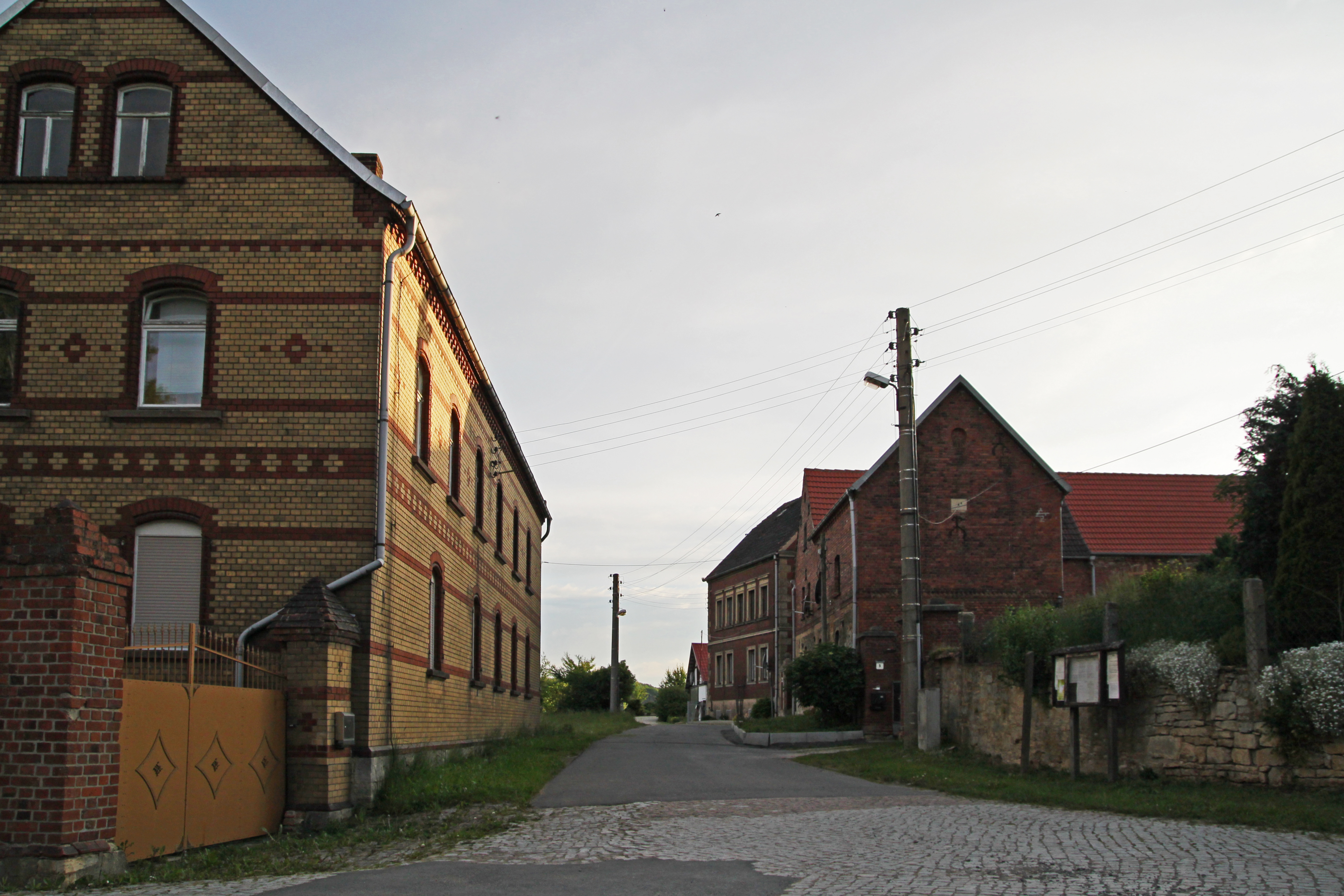
Dorfstraße in Döllschütz